# Personnel de Poudlard
Pour un article plus général, voir Poudlard.
Cet article présente la liste des membres du personnel de l'école fictive de Poudlard, présents dans la saga Harry Potter créée par J. K. Rowling.

## Directeurs

### DansHarry Potter

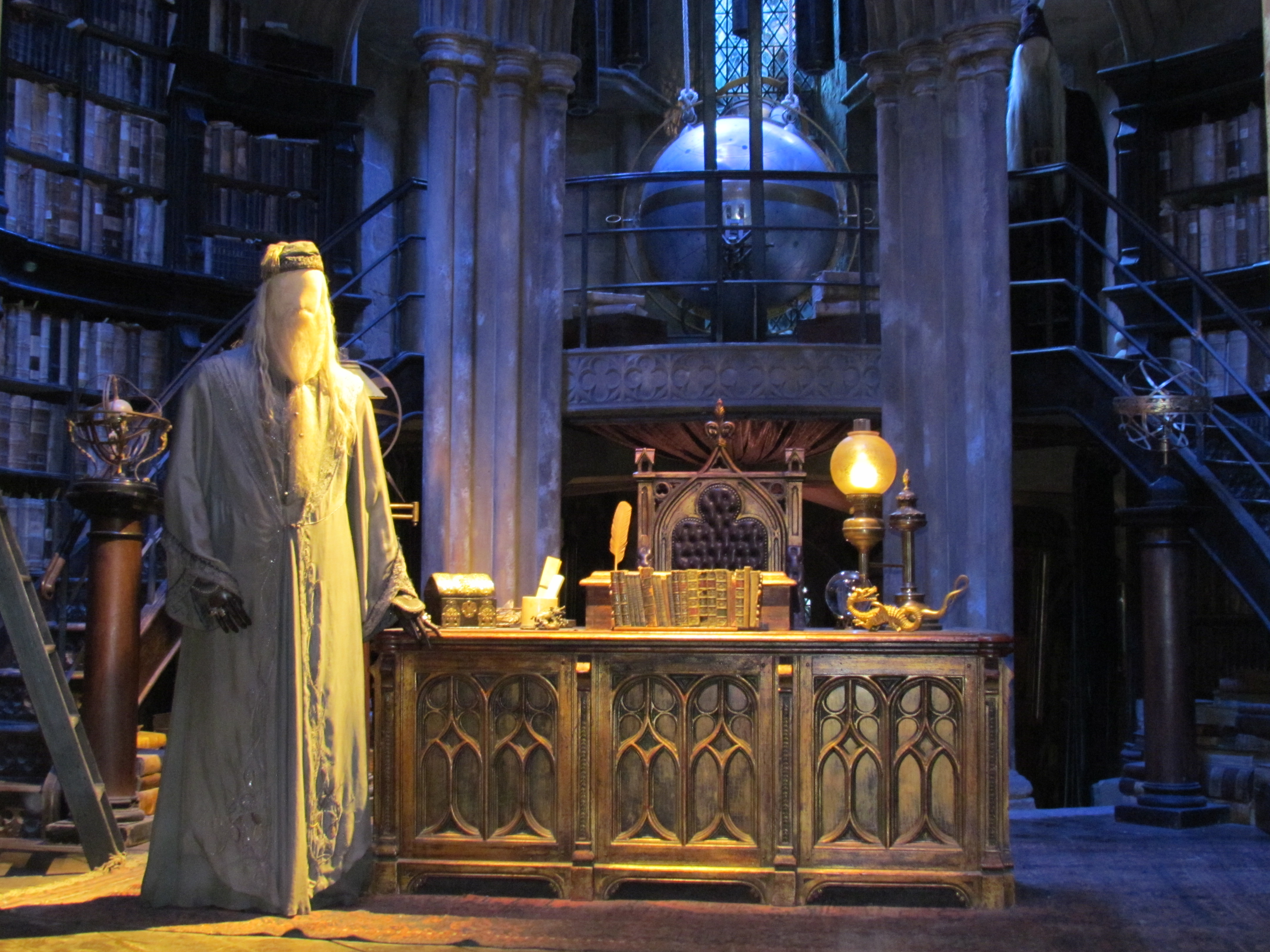
Bureau de Dumbledore, The Making of Harry Potter, Studios Leavesden (2012).

Durant les événements de Harry Potter, Albus Dumbledore est le principal directeur de l’école, jusqu'à sa mort en 1997, relatée dans Harry Potter et le Prince de sang-mêlé. Sont listés ci-dessous les quatre directeurs successifs au cours de l'intrigue :
- Albus Dumbledore[1] (années 1970[2] - 1997)
- Minerva McGonagall (quelques semaines en 1993 puis à partir de 1998[2])
- Dolores Ombrage[3] (quelques semaines en 1996)
- Severus Rogue[4] (1997 - 1998)

### Anciens directeurs
Parmi les plus anciens directeurs de l'école, au Moyen Âge, figurent les quatre fondateurs : Godric Gryffondor, Helga Poufsouffle, Rowena Serdaigle et Salazar Serpentard. Quelques directeurs ayant exercé entre le Moyen Âge et le XXe siècle sont également mentionnés, tels qu'Everard (dates inconnues), Dilys Derwent (1741 - 1768), Dexter Fortescue (dates inconnues), Phineas Nigellus Black (XIXe siècle) et Armando Dippet (années 1940 - milieu des années 1950). Les trois directeurs les plus notables sont présentés ci-dessous.
Note : via le site Pottermore, J. K. Rowling mentionne également Eupraxia Mole en tant que directrice de l'école vers la fin du XIXe siècle. Ce nom n'est mentionné dans aucune histoire.

#### Dilys Derwent
Dilys Derwent est guérisseuse à l'hôpital Sainte-Mangouste puis directrice de l'école de Poudlard entre 1741 et 1768. Elle fait partie des directeurs les plus appréciés de l'histoire de l'école et bénéficie ainsi de nombreuses représentations dans le monde des sorciers. Elle aide Albus Dumbledore dans Harry Potter et l'Ordre du Phénix en passant dans un de ses tableaux de Ste Mangouste pour lui faire part de ce qu'elle voit après l'attaque qu'a subie Arthur Weasley.

#### Phineas Nigellus Black
Pour les articles homonymes, voir Black.
Phineas Nigellus Black est directeur de Poudlard au cours du XIXe siècle, arrière-arrière-grand-père de Sirius Black. En tant qu'ancien directeur de Poudlard, il a un portrait affiché dans le bureau du directeur actuel. Selon Sirius, c'est le directeur le moins populaire que Poudlard ait jamais connu. Son portrait figure également dans une chambre au 12, square Grimmaurd. Cela permet à Albus Dumbledore de faire passer des messages à Sirius et à ses hôtes rapidement, même si Phineas n'accepte qu'à contre-cœur. Lorsque Harry dort dans cette chambre il ne voit qu'une toile vide, Phineas étant plus souvent à Poudlard qu'au Square Grimmaurd où il a peut-être passé certaines parties de son enfance. Bien qu'il ne semble pas particulièrement apprécier Sirius, Phineas Nigellus exprimera une grande tristesse au moment du décès du dernier des Black, et se précipite vers le portrait de la chambre du Square Grimmaurd pour vérifier la véracité de ces dires. Dans Harry Potter et les Reliques de la Mort, son portrait accroché au 12, square Grimmaurd est emporté par Hermione durant son périple avec Harry et Ron, afin d'avoir des nouvelles sur ce qui se passe à Poudlard, et suivre les activités de Severus Rogue, le nouveau directeur, dont Phineas fera souvent l'éloge. On découvre dans les souvenirs de Rogue que c'est grâce à lui que celui-ci découvre où le Trio se cache et peut les mener jusqu'à l'épée de Gryffondor.

#### Armando Dippet
Armando Dippet est directeur de Poudlard entre les années 1940 et le milieu des années 1950,. Il est le prédécesseur de Dumbledore, quand celui-ci était encore professeur de Métamorphose. Son portrait est pendu dans le bureau du directeur. Il apparaît également sur une carte des sorciers célèbres. On apprend dans Harry Potter et les Reliques de la Mort que la journaliste Rita Skeeter a écrit sur lui un livre intitulé Armando Dippet : maître ou crétin ?.
Dans les adaptations cinématographiques des romans, son rôle est interprété par Alfred Burke.

## Professeurs

### Professeurs de Harry Potter
Ci-dessous sont présentés les professeurs en fonction durant les événements majeurs décrits dans les romans Harry Potter entre septembre 1991 et juin 1996, et dont les cours ont été suivis par le héros.

#### Renée Bibine
Renée Bibine (Rolanda Hooch en version originale) est professeur de vol sur balai magique pour les premières années et arbitre de Quidditch à Poudlard.Elle est décrite comme une femme aux cheveux gris coupés courts et aux yeux jaunes comme ceux d'un faucon. Elle est experte en balais de course et elle est aussi enthousiaste que les anciens joueurs des équipes des maisons pourraient l'être, quoique parfois autoritaire.
Dans les adaptations cinématographiques des romans, son rôle est interprété par Zoë Wanamaker.

#### Cuthbert Binns
Cuthebert Binns est un professeur d'histoire de la magie à Poudlard et fantôme. Il enseignait déjà de son vivant mais un jour il s'est réveillé et a laissé son corps derrière lui. Ses cours ont le don d'endormir chacune de ses classes, et seule Hermione semble pouvoir résister au pouvoir soporifique de Binns.
Le professeur Binns n'a pas d'interprète au cinéma, car il n'apparaît pas. C'est Minerva McGonagall, qui prendra la place du professeur Binns, lorsque Hermione, demandera ce qu'est la chambre des Secrets, dans le second livre.

#### Pomona Chourave
Pomona Chourave (Pomona Sprout en version originale) est professeur de botanique à Poudlard, directrice de la maison des Poufsouffle. Dans le deuxième livre, elle contribue à réanimer les élèves qui avaient été pétrifiés par le basilic. Lorsque Harry révèle la vérité dans le Chicaneur sur le retour de Lord Voldemort et le nom de ses Mangemorts, elle donne vingt points à Gryffondor lorsque dans un cours de botanique, il lui passe l'arrosoir. Elle participe à la bataille de Poudlard dans Harry Potter et les Reliques de la Mort et donne aux élèves des plantes pour vaincre les Mangemorts. Elle a même lancé des mandragores par une fenêtre du château pour assommer les mangemorts.
Dans les adaptations cinématographiques des romans, son rôle est interprété par Miriam Margolyes.

#### Firenze
Firenze est un centaure, et professeur de divination à Poudlard. Dans Harry Potter à l'école des sorciers, il sauve Harry de Voldemort pendant qu'il s'abreuvait de sang de licorne puis le ramène chez Hagrid. Sur le trajet il lui révèle des éléments importants sur leur divination et sur la pierre philosophale. À la demande de Dumbledore, il accepte de remplacer Sibylle Trelawney en tant que professeur de divination, ce pour quoi il est banni de la forêt interdite par les autres centaures. L'année suivante, il partage le poste avec Sibylle Trelawney après la réintégration de celle-ci. Il est blessé lors de la bataille de Poudlard et retourne ensuite dans son troupeau.
Dans les adaptations cinématographiques des romans, son rôle est interprété par Ray Fearon.

#### Filius Flitwick
Filius Flitwick est professeur de sortilèges à Poudlard, ainsi que directeur de la maison des Serdaigle. C'est un vieux sorcier minuscule. L'un de ses ancêtres serait un gobelin. Le professeur Flitwick est une personne émotive, imposant toutefois le respect. Il était déjà professeur du temps de James Potter. Dans Harry Potter et les Reliques de la Mort, il protège Poudlard avec des sortilèges.
Dans les adaptations cinématographiques des romans, son rôle est interprété par Warwick Davis. À partir du film Harry Potter et le Prisonnier d'Azkaban, Warwick Davis ne ressemble plus à un gobelin mais à un humain. Ce changement a été appliqué à la demande de l'auteur qui ne voyait pas Flitwick comme un vieux gobelin malgré ses origines lointaines avec cette race. De plus, il dirige la chorale de Poudlard, élément absent des livres.

#### Wilhelmina Gobe-Planche
Wilhelmina Gobe-Planche (Grubbly-Plank en anglais) est un professeur suppléant de soins aux créatures magiques à Poudlard. À ce titre, elle apparaît deux fois pour remplacer Rubeus Hagrid dans Harry Potter et la Coupe de feu et Harry Potter et l'Ordre du Phénix où elle est choisie par Dolores Ombrage en remplacement de Hagrid,. On sait qu'elle est notamment spécialiste des licornes.
Dans les adaptations cinématographiques des romans, son rôle est interprété par Apple Brook.

#### Gilderoy Lockhart
Gilderoy Lockhart est un professeur de défense contre les forces du mal à Poudlard. Il a les cheveux blonds, onduleux et des dents particulièrement brillantes. Narcissique, vantard et prétentieux, il pense plus à son apparence physique qu'à la qualité de ses cours et semble être adulé par les femmes. Il est l'auteur de plusieurs livres, dont une autobiographie, en reprenant à son compte des aventures que d'autres sorciers ont vécues : après leurs confidences, il leur jette un sort d'amnésie de telle sorte qu'ils ne puissent rien revendiquer. Dans Harry Potter et la Chambre des secrets, Lockhart est nommé professeur de Défense contre les Forces du Mal. Il est impopulaire parmi le personnel et n'aime particulièrement pas le Professeur Severus Rogue qui a recherché la position que Gilderoy tient. Hermione Granger développe une certaine admiration envers lui contrairement à Ron Weasley et Harry qui n'éprouvent que du dégoût pour sa manie de se pavaner et de jacasser sans fin. À la fin de cette aventure, la supercherie concernant ses exploits est mise au jour par Harry et Ron. Alors qu'il s'apprête à jeter sur eux son sort d'amnésie avec la baguette de Ron en mauvais état, le sort se retourne contre lui. Après son évacuation du couloir menant à la Chambre des Secrets, Lockhart est transporté à l'hôpital Sainte-Mangouste, où Harry Potter le croisera durant sa cinquième année à Poudlard. J. K. Rowling révèle dans un échange par messagerie instantanée avec des fans qu'il ne guérira pas, ce qui est bien mieux pour lui, ainsi que pour les autres.
Dans les adaptations cinématographiques des romans, son rôle est interprété par Kenneth Branagh. Durant la scène post-générique, il utilisera son amnésie pour sortir une nouvelle autobiographie intitulée Qui suis-je ?.

#### Alastor Maugrey
Maugrey a été un grand sorcier en son temps et est un vieil ami de Dumbledore, il est d'ailleurs membre de l'Ordre du Phénix depuis ses débuts. Il a travaillé au Ministère comme Auror, et a été l'un des meilleurs. Il a entre autres arrêté Igor Karkaroff des années auparavant. Maugrey dit « Fol Œil » est d'un tempérament calme et déterminé, selon une interview de J. K. Rowling. Il s'est fait un tas d'ennemis dans l'exercice de ses fonctions, ce qui l'a rendu complètement paranoïaque en vieillissant, il ne fait plus confiance à personne. Il a l’habitude de ne boire et manger que ce qu’il prépare lui-même. Maugrey serait le seul à connaître la véritable apparence d'un épouvantard, grâce à son œil magique.

#### Dolores Ombrage
Dolores Jane Ombrage est une sous-secrétaire d'État auprès du Ministre de la Magie, Cornelius Fudge. Issue de la bureaucratie du ministère de la Magie, c'est une femme malsaine, bornée et particulièrement perverse, hypocrite. Elle est prête à tous les moyens (légaux ou non, y compris la torture physique), pour imposer sa loi à l'école de sorcellerie Poudlard et ainsi obliger Harry Potter à ne plus annoncer au monde des sorciers le retour de Voldemort. Elle est souvent vêtue de rose vif et aime le thé et les chats.  À Poudlard, son bureau est décoré de manière vieillotte avec des assiettes ornées de chatons très laids et des napperons en crochet.

#### Quirinus Quirrell
Quirinus Quirrell fut professeur de Défense contre les forces du mal à Poudlard dans Harry Potter à l'école des sorciers. Avant d'occuper ce poste, il était professeur d'étude des Moldus. Harry le rencontre pour la première fois au Chaudron Baveur, juste avant qu’il n’aille faire ses achats de fournitures magiques sur le chemin de Traverse avec Hagrid. Le professeur Quirrell est un homme relativement jeune, au teint pâle, très nerveux, et qui bégaye. Quirrell enseigna l'étude des moldus jusqu'en 1990 puis il prit une année sabbatique avant 1991 et se rendit en Albanie pour faire des expériences, traitant avec des créatures maléfiques et la magie noire. Il y rencontra Voldemort qui s’empara de son esprit. Il devint l’hôte et l’esclave de celui-ci, privé à ce moment de son corps. Il mit un turban violet pour dissimuler le visage de Voldemort qui se trouvait à l’arrière de sa tête. Dans Harry Potter à l'école des sorciers, il exerce les fonctions de Professeur de défense contre les forces du Mal et, soumis à son hôte, fait tout ce qui est possible pour s’emparer de la Pierre Philosophale conservée dans l’école. Il tente de tuer Harry dans un match de quidditch et tue également des licornes dans la forêt interdite pour que son maître s’abreuve de leur sang. Harry, avec l’aide d’Hermione et de Ron, déjoue ses plans en l’affrontant directement à l’endroit où est cachée la Pierre. Voulant l’obliger à lui révéler la cachette de celle-ci, Quirrell se consume littéralement au contact de Harry, le jeune homme étant protégé par l’amour de sa mère et son père et la force magique du professeur Dumbledore. Anéanti par cet amour, Quirrell est détruit.
Dans les adaptations cinématographiques des romans, son rôle est interprété par Ian Hart.

#### Aurora Sinistra
Aurora Sinistra est professeur d'astronomie à Poudlard. Sa classe est installée au sommet de la tour d'astronomie. Elle est petite et toujours vêtue de noir. Elle apparaît peu dans la saga. Dans Harry Potter et la Chambre des secrets, elle intervient pour sauver un élève figé. Selon J. K. Rowling, son prénom est « Aurora » mais il n’apparaît pas dans le livre.
Aurora Sinistra n'apparaît pas dans les films Harry Potter.

#### Horace Slughorn
Horace Slughorn est professeur de potions à Poudlard, fondateur du club de Slug. Slughorn est un ancien professeur de potions et directeur de Serpentard, qui officiait depuis une soixantaine d'années auparavant. Il est une exception au stéréotype du Serpentard malfaisant, partisan ou sympathisant de Voldemort, détestant les moldus et les sorciers de sang-mêlé. Slughorn aime le confort et la compagnie des gens importants. Il aime évoquer longuement et souvent les relations qu'il entretient avec les gens bien placés. Le professeur a créé le Club de Slug, dans lequel il invite les gens qu'il pense destinés à un grand avenir. Dans Harry Potter et le Prince de sang-mêlé, Dumbledore cherche à le tirer de sa retraite, d'une part pour occuper la place de professeur, d'autre part pour lui extraire un souvenir où il explique à Voldemort comment devenir immortel grâce aux Horcruxes. Harry Potter obtient finalement qu'il lui dévoile le souvenir de sa conversation avec Tom Elvis Jedusor à ce sujet, à grande difficulté car la honte pousse Slughorn à cacher cette responsabilité. Dans Harry Potter et les Reliques de la Mort, lorsque Lord Voldemort retrouve le pouvoir, il conserve son poste à Poudlard. Lors de la bataille finale de Poudlard, il hésite beaucoup sur ce qu'il doit faire, aussi le professeur McGonagall le somme de choisir enfin son camp. Il décide alors de quitter le château pour chercher des renforts dans la lutte contre les Mangemorts. Revenu à Poudlard à la tête des familles des élèves restés combattre, il trouve finalement le courage, en compagnie du professeur McGonagall et de Kingsley Shacklebolt, d'affronter Lord Voldemort en personne.
Dans les adaptations cinématographiques des romans, son rôle est interprété par Jim Broadbent.

#### Sibylle Trelawney
Sibylle Trelawney (Sybill Trelawney en version originale) est professeur de divination à Poudlard. Selon Albus Dumbledore, c'est l'arrière-arrière-petite-fille de la grande voyante Cassandra Trelawney. Elle aime commencer l'année scolaire en prédisant la mort d'un de ses élèves et plus particulièrement de Harry. Elle enseigne de nombreuses méthodes de divination dont la lecture des feuilles de thé et l'observation dans les boules de cristal. Elle montre peu de dons pour la divination, mais les rares prédictions réelles qu’elle a faites se révèlent être d’une importance capitale. C'est elle qui fait la prédiction qui cause la mort de James Potter et sa femme Lily Evans, affirmant en parlant de Harry Potter et de Voldemort que « aucun des deux ne peut vivre tant que l'autre survit ». Le seul témoin de la prédiction, Albus Dumbledore, qui n'était jusque-là que très peu convaincu des compétences de cette candidate au poste de professeur de divination, l'embauche sur-le-champ pour éviter qu'elle n'aille répandre l'information. Par la suite, d'autres prédictions vont également se réaliser comme la réunion de Peter Pettigrow et de Voldemort dans Harry Potter et le Prisonnier d'Azkaban. Dans Harry Potter et les Reliques de la Mort, elle reste à Poudlard bien que l'école soit désormais sous le contrôle des partisans de Lord Voldemort et participe en mai 1998 à la bataille finale, en lançant des boules de cristal sur les Mangemorts.
Dans les adaptations cinématographiques des romans, son rôle est interprété par Emma Thompson.

### Autres professeurs mentionnés
Certains professeurs ne sont jamais rencontrés par le héros au cours de sa scolarité, ou enseignent avant ou après sa scolarité. C'est le cas par exemple de Neville Londubat, un ami de classe de Harry Potter, qui devient professeur de botanique lorsque les enfants du héros sont scolarisés (épilogue et Harry Potter et l'Enfant maudit) ; du Pr Herbert Beery qui enseigne cette même discipline avant 1991, ou du Pr Bathsheba Babbling, qui enseigne les études des Runes, suivies par Hermione Granger.

#### Silvanus Brûlopot
Silvanus Brûlopot (Kettleburn en anglais) est professeur de soins aux créatures magiques à Poudlard, exerçant entre 1930 et 1992. Passionné par la matière qu'il enseigne, ce professeur prend sa retraite pour se consacrer à ses animaux. Son successeur fut Rubeus Hagrid. Le professeur Brûlopot est succinctement évoqué dans Harry Potter et le Prisonnier d'Azkaban. Il est dit qu'il avait de très mauvais rapports avec Armando Dippet, l'ancien directeur, qui le jugeait trop imprudent.
Silvanus Brûlopot n'a pas d'interprète dans les films Harry Potter.

#### Charity Burbage
Charity Burbage est professeur d'études des Moldus à Poudlard, connu du fait qu'Hermione Granger assistait à ses cours. Elle a écrit un article défendant les Nés-Moldus et encourageant le métissage entre sorciers et moldus qui fut publié dans La gazette du sorcier. En guise de représailles, elle fut capturée, puis tuée par Lord Voldemort sous les yeux des Mangemorts dans le manoir des Malefoy, avant d'être finalement donnée en pâture au serpent de compagnie de Voldemort, Nagini.
Dans les adaptations cinématographiques des romans, son rôle est interprété par Carolyn Pickles.

#### Galatea Têtenjoy
Galatea Têtenjoy (Merrythought en anglais) est un professeur de défense contre les forces du mal à Poudlard pendant cinquante ans (de 1894 à 1944). Elle a enseigné cette discipline à Tom Jedusor, Mimi Geignarde et à Rubeus Hagrid pendant leurs années d'études à l'école. À sa retraite, Tom Jedusor est retourné voir le directeur de l'époque, Armando Dippet, pour obtenir la place de professeur de défense contre les forces du mal.

#### Septima Vector
Septima Vector est professeur d'arithmancie à Poudlard. Étant donné que Harry et Ron n'ont pas pris cette matière, le professeur est assez peu évoqué dans la saga. On sait qu'il s'agit d'une femme. Elle est le professeur favori de Hermione Granger.

## Autres membres du personnel
Parmi les autres membres du personnel figurent le garde-chasse (« Ogg » avant 1968, puis Hagrid), le concierge (Mr Picott dans les années 1970, puis Mr Rusard), la bibliothécaire Mme Pince et l'infirmière Mme Pomfresh. Des elfes de maison sont chargés de faire le ménage et la cuisine et des portraits de peinture doués de mouvements et de parole, comme celui de la Grosse Dame, peuvent garder certains accès.

### Argus Rusard
Argus Rusard, (Argus Filch en anglais) est le concierge de Poudlard. C’est un vieil homme aux yeux globuleux et brillants comme des lampes. Rusard est un Cracmol, c'est-à-dire qu’il n’a aucun pouvoir magique alors qu'il est né dans une famille de sorciers. La magie aurait dû l'aider dans ses tâches journalières et le fait que tous les étudiants autour de lui la maîtrisent est une cause probable de sa rancœur. Il a établi une liste d'objets prohibés à Poudlard, qui s'allonge année après année. En 1994, il y avait 437 objets dans cette liste, disponible dans son bureau. Cette liste est visible à chaque banquet de début d'année. Il tente par tous les moyens de faire respecter à la lettre les règlements de l'école, comme l'interdiction d'être hors des dortoirs tard la nuit. Il a une connaissance très étendue des passages secrets et des coins les plus reculés de Poudlard (un peu moins bien cependant que les jumeaux Fred et George Weasley, et que Harry grâce à la carte du Maraudeur). Il est nostalgique des anciennes punitions comme les châtiments corporels, et montre un dévouement et une admiration sans faille à Dolores Ombrage qui a réintroduit ces méthodes à Poudlard. Il possède une chatte du nom de Miss Teigne qui sera pétrifiée durant la seconde année de Harry. Il tient beaucoup à cet animal et tient rancune à Harry, croyant (à tort) qu'il est responsable de son état.
Dans les adaptations cinématographiques des romans, son rôle est interprété par David Bradley.

### Irma Pince
Irma Pince est la bibliothécaire de Poudlard. Physiquement, elle est décrite comme un « vautour maigre et décharné ». Vieille et aigrie, elle tient avant tout à préserver ses livres des doigts destructeurs des jeunes élèves. Elle va même parfois jusqu'à ensorceler les ouvrages à cette fin. Dans Harry Potter et l'Ordre du Phénix, elle exclut notamment Harry et Ginny Weasley de la bibliothèque, car ils y mangeaient du chocolat. Elle contrôle également l'accès aux livres contenus dans la réserve.
Dans les adaptations cinématographiques des romans, son rôle est interprété par Sally Mortemore.

### Poppy Pomfresh
Poppy Pomfresh (Pomfrey en anglais) est infirmière à Poudlard. Elle est surnommée affectueusement « Pompom » par le professeur Dumbledore et elle possède des capacités magiques surprenantes : faire repousser les os de Harry en une nuit, guérir des fêlures du crâne…,. Elle utilise une potion contre le rhume : la Pimentine. Celle-ci a malheureusement pour effet secondaire de faire fumer les oreilles pendant plusieurs heures. Bien qu'elle semble très stricte - elle est généralement intraitable sur la durée ou la nature des visites - elle prend très à cœur son rôle d'infirmière. Durant Harry Potter et les Reliques de la Mort, elle participe à la résistance au régime de Rogue, avec McGonagall. Alliée de l'Ordre du Phénix, tout comme Slughorn, Flitwick, et Chourave, elle prouve sa fidélité à l'Ordre, en participant activement à la Bataille de Poudlard.
Dans les adaptations cinématographiques des romans, son rôle est interprété par Gemma Jones.